# Holger Janssen
Holger Janssen (* 25. November 1951 in Heikendorf, Schleswig-Holstein) ist ein deutscher Journalist, Musiker, Kabarettist, Radiomoderator und niederdeutscher Autor.

## Leben
Janssen wuchs an der Kieler Förde auf und erlernte dort von seinem Großvater die plattdeutsche Sprache. Nach der Schulzeit absolvierte er in Berlin und Kiel ein Studium der Sinologie und Volkskunde. Im Anschluss daran machte er beim Norddeutschen Rundfunk und bei Radio Bremen seine ersten journalistischen Erfahrungen, zunächst als Reporter. Dabei kam ihm sein Sprachtalent zugute. Später moderierte er verschiedene Magazinformate und Plattdeutschsendungen, wie unter anderem, von 1992 bis 2003, die Radio-Glosse Hör mal ’n beten to und die satirische Sendereihe Janssen sien wahre Geschichten. Ferner gestaltete er zahlreiche Sendungen über Folk- und Weltmusik.
Des Weiteren verfasste Janssen Hörspiele, die vom NDR und von Radio Bremen gesendet werden, und geht mit eigenen kabarettistischen Programmen auf Tournee. Ebenfalls wirkte er, gemeinsam mit Reinhard Goltz und Peter Nissen, in der Kabarettgruppe De scheewe Dree mit.

## Ehrungen
- 1989: Freudenthal-Preis der Freudenthal-Gesellschaft[3]
- 1996: Niederdeutscher Literaturpreis der Stadt Kappeln, als Teil der Kabarettgruppe „De scheewe Dree“

## Werke (Auswahl)
- Dat groote plattdüütsche Leesbook, Hrsg. Hartmut Cyriacks und Peter Nissen, Autoren: Oswald Andrae, Hermann Bärthel, Hertha Borchert, Magreta Brandt, Hans-Hermann Briese, Waltrud Bruhn, Traute Brüggebors, Klaus Groth, Irmgard Harder, Hein Hoop, Holger Jannsen, Harald Karolczak, Rudolf Kinau, Elke Paulussen, Fritz Reuter, Alma Rogge, Diedrich Heinrich Schmidt, Gerd Spiekermann und Gernot de Vries, Quickborn-Verlag, Hamburg 1996, ISBN 3-87651-195-X

## Hörspiele (Auswahl)
- De Reis mit den Fleegen Hollänner, Niederdeutsches Hörspiel, übersetzt von Manfred Brümmer, Nordwestradio (Radio Bremen) 2008
- Also, ahoi erstmal..., eine Störtebeker-Groteske; Schiffs-Tagebuch auf Platt von Holger Janssen, Jasper Vogt und Frank Grupe, Musik: Liederjan, Wachholtz Verlag, Neumünster 2004, ISBN 3-529-04737-6
- Windsinfonie (Buch und CD), Verfasser: Johann D. Bellmann, Interpret: Holger Janssen, Plaggenhau-Verlag, Krummbek 2008, ISBN 978-3-937949-10-9
- De Ehrengäst: Fritz Reuter und Klaus Groth, eine plattdeutsche Geisterbeschwörung, Hörspiel von Holger Janssen, Sprecher: Uwe-Detlev Jessen als Fritz Reuter, Joachim Bliese als Klaus Groth, Regie: Dirk Böhling, Produktion: Radio Bremen mit dem NDR 2010, Tennemann Media, Schwerin 2019, ISBN 978-3-941452-68-8